# Kodur, Koppa
Kodur là một làng thuộc tehsil Koppa, huyện Chikmagalur, bang Karnataka, Ấn Độ.